# Zona arqueológica de Ixtlán
La zona Arqueológica de Ixtlán, es un yacimiento arqueológico ubicado en el municipio Ixtlán del Río, Nayarit. Es el vestigio arqueológico de mayor envergadura que se conserva en como parte de la cultura del Occidente de México, que van a la par de la de Guachimontones ubicada a pocos kilómetros, pero ya en el estado de Jalisco y su desarrollo se inscribe dentro de una amplia región cultural conocida como Aztatlán. Se localiza a 9 km al noreste de la ciudad Ixtlán del Río, por la carretera núm.15. Desviación a la derecha en el kilómetro 2.

## Historia
Importante sitio que muy posiblemente fue habitado desde el año 300a.C. hasta el 600d.C. En esa primera fase se desarrolló un complejo cultural conocido como la tradición de las Tumbas de Tiro en las que se depositaban ofrendas al interior de cámaras fúnebres. Entre los años 500 y 600 d. C., se abandona la tradición de las tumbas de tiro en la Cultura Aztatlán, que se traduce en un apogeo de la ciudad hacia los años 750 y 1100 de nuestra era. Es entonces que el asentamiento urbano crece de manera considerable con la construcción de amplias terrazas, palacios, templos y adoratorios, adquiriendo cierta importancia regional como centro manufacturero y de intercambio comercial. Aunque en el sitio se han localizado un poco más de 85 montículos y estructuras que aún se hallan sin explorar, actualmente es posible visitar unas quince estructuras, entre las que destacan por su importancia el edificio llamado Templo de Quetzalcóatl que presenta planta circular con un pretil que la circunda con curiosas perforaciones en forma de cruz.
En su parte alta se ven dos adoratorios del estilo del Altiplano Central de México. Otros edificios importantes son el llamado Palacio de los Relieves, el Palacio de las Columnas, el conjunto del Palacio de las Cuatro Columnas y el Palacio en Escuadra.
Ixtlán (donde abunda la obsidiana), es la zona arqueológica nayarita más estudiada. Su zona de influencia se extendió por los actuales municipios de Ixtlán del Río, Ahuacatlán, Jala y Santa María del Oro. Sus principales poblaciones fueron Cacalután, Tepuzhuacán, Mexpan, Zoatlán, Xala, Jomulco, Tequepexpan, Camotlán, Tetitlán, Acuitapilco y Zapotán.

## Los toriles
Cerca de la cabecera municipal de Ixtlán se encuentran los restos de lo que fue el centro ceremonial más importante del área: Los Toriles.
En Los Toriles se encuentra una pirámide poco usual en Mesoamérica, es una construcción redonda de 24 metros de diámetro por cuatro de altura. Tiene cinco escalinatas distribuidas armónicamente en su perímetro. En el muro que remata la parte superior se encuentran unas troneras en forma de cruz. Probablemente este centro ceremonial fue dedicado a Quetzalcóatl, personaje central de la cultura tolteca. Las tumbas de tiro son las construcciones funerarias más representativas del área, aunque aparecen otras modalidades como las tumbas de fosa o fosas de tierra donde sepultaban a sus muertos casi a flor de tierra. La cerámica está constituida por vasos de cuerpo esférico con alto cuello de paredes verticales y con triple soporte de cascabel. Los motivos ornamentales más frecuentes son flores y mariposas estilizadas, cabezas de tigre y de venado.
Abundan las vasijas decoradas con rombos y gajos de color blanco sobre rojo. Por las características especiales de la cerámica y esculturas de esta región, se les conoce con el nombre de “estilo Ixtlán”. Las pequeñas esculturas de 30 a 40 centímetros de altura se distinguen por los adornos consistentes en aretes y perforaciones operadas en la nariz, donde colocaban uno o más aros. De la rica cerámica Ixtlán, destacan las maquetas de excelente acabado, por medio de ellas podemos intuir las formas de vida, la organización social y la vida económica característica de estos pueblos. Hay maquetas que representan casas, grupos en alguna actividad y canchas de juego de pelota. Son siempre construcciones con vida y movimiento. Son, asimismo, dignas de mencionarse las esculturas que representan guerreros, identificables por llevar un casco provisto de pequeñas prolongaciones en la parte superior; el pecho se encuentra protegido por una armadura y en las manos sostiene un bastón que hace las veces de un mazo. Generalmente la parte inferior va desnuda.
Se puede visitar diariamente de 9:00 a 17:00 horas. Actualmente, la zona arqueológica de Ixtlán está protegida por el Instituto Nacional de Antropología e Historia.

## Conjunto estructural
Sección A
Corresponde a la zona de exploraciones iniciales formada por cuatro estructuras; dos de ellas están restauradas y tienen forma rectangular con columnas al frente, que limitan los espacios de habitación, estas dos estructuras forman parte de la plaza con basamento piramidal con altar central y otras estructuras sin explorar (montículos al norte y oriente de la plaza). En este conjunto sobresale la pirámide circular, estructura más importante de la zona arqueológica que, por forma y acabados, constituye una de las obras más bellas de la arquitectura prehispánica en el Occidente de México. "El monumento es de planta redonda con 24 metros de diámetro y 4 metros de altura, originalmente fue un cilindro de paredes verticales a manera de tambor compacto coronado por un pretil perforado por troneras en forma de cruz que dan a la edificación el aspecto de un gran bracero, con cinco escaleras armónicamente distribuidas en su contorno"; en la parte superior hay dos adoratorios de planta rectangular, y se le conoce como monumento a Quetzalcóatl o Ehécatl, debido a sus características y elementos arquitectónicos.
Sección B
Está compuesta por dos plazas limitadas por estructuras que corresponden a basamentos para inmuebles y pequeños altares con forma piramidal. En ambas plazas hay nueve monumentos, con forma rectangular, explorados y restaurados; en el centro tienen un pequeño basamento, similar a un altar ceremonial; su dimensión y la altura varía y están en relación con la topografía del terreno y las necesidades del conjunto. Las escalinatas de las construcciones dan hacia la plaza, que tiene tres espacios cerrados con el del frente abierto y pilares que soportan los techos. También hay restos de pisos de tierra, huella de la ocupación prehispánica; sistemas constructivos con base en muros de contención revestidos por muros de piedra con relieves, cuyos motivos son animales y símbolos religiosos.
Sección C
Está en la entrada de la zona arqueológica; en la parte sur se compone por tres estructuras exploradas y restauradas que forman parte de un conjunto mayor de plaza y edificios con un altar central. De las edificaciones exploradas sobresale una, de dos cuerpos rectangulares y de una sola planta cuyas escalinatas dan hacia la plaza. También hay grandes columnas que sirvieron para apoyo de los techos de dos grandes salones; uno, el del este, tiene un cuarto y escalinata integrada al muro de la parte posterior de la estructura. 
Altar central y Plaza C
Es una estructura en forma piramidal de dos cuerpos con escalinatas por los cuatro lados; una alfarda, rematada con un elemento en forma de dado en la parte superior, los limita. 

###### Basamento Piramidal de dos Cuerpos
Está en el centro de la Plaza C; su escalinata se orienta el oeste y está limitado por dos montículos sin explorar, que formaron parte de la plaza. La estructura, igual que los otros monumentos, tiene muros de contención de piedra sobre los que se ponía revestimiento. 

## El Terrero
Es un sitio donde se ubicaron algunos petroglifos, o piedras grabadas con arte rupestre, las cuales fueron los cuales es cercano a los Toriles.Dicho sitio cuenta con un parador turístico donde se aprecian las piezas, que en sus dibujos incluyen glifos dedicados a diversas deidades como el sol, la luna, así como animales y plantas veneradas por los indígenas. 